# Automatic Baby
Automatic Baby era uma banda formada por Mike Mills (guitarra) e Michael Stipe (vocal), membros da banda R.E.M., e por Larry Mullen Jr (percussão) e Adam Clayton (baixo), membros da banda U2. A única vez que a banda se apresentou foi tocando a música "One", durante um concerto organizado pela MTV para o ex-presidente dos Estados Unidos Bill Clinton.
O nome escolhido para a banda é uma referência aos álbuns do U2, Achtung Baby, de 1991, e do R.E.M., Automatic for the People, de 1992.